# Stanisław Bułak-Bałachowicz

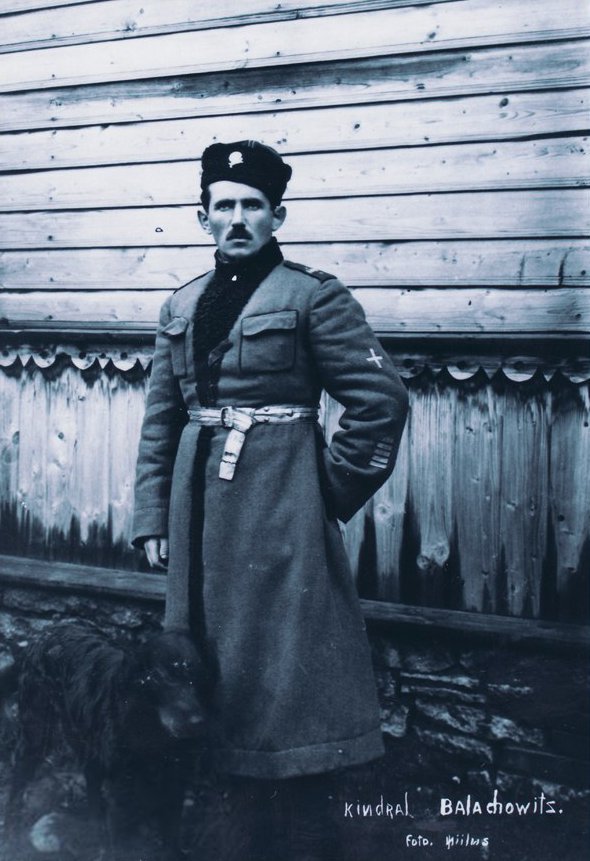
Gen. Stanisław Bułak-Bałachowicz w czasie rosyjskiej wojny domowej, 1919 rok

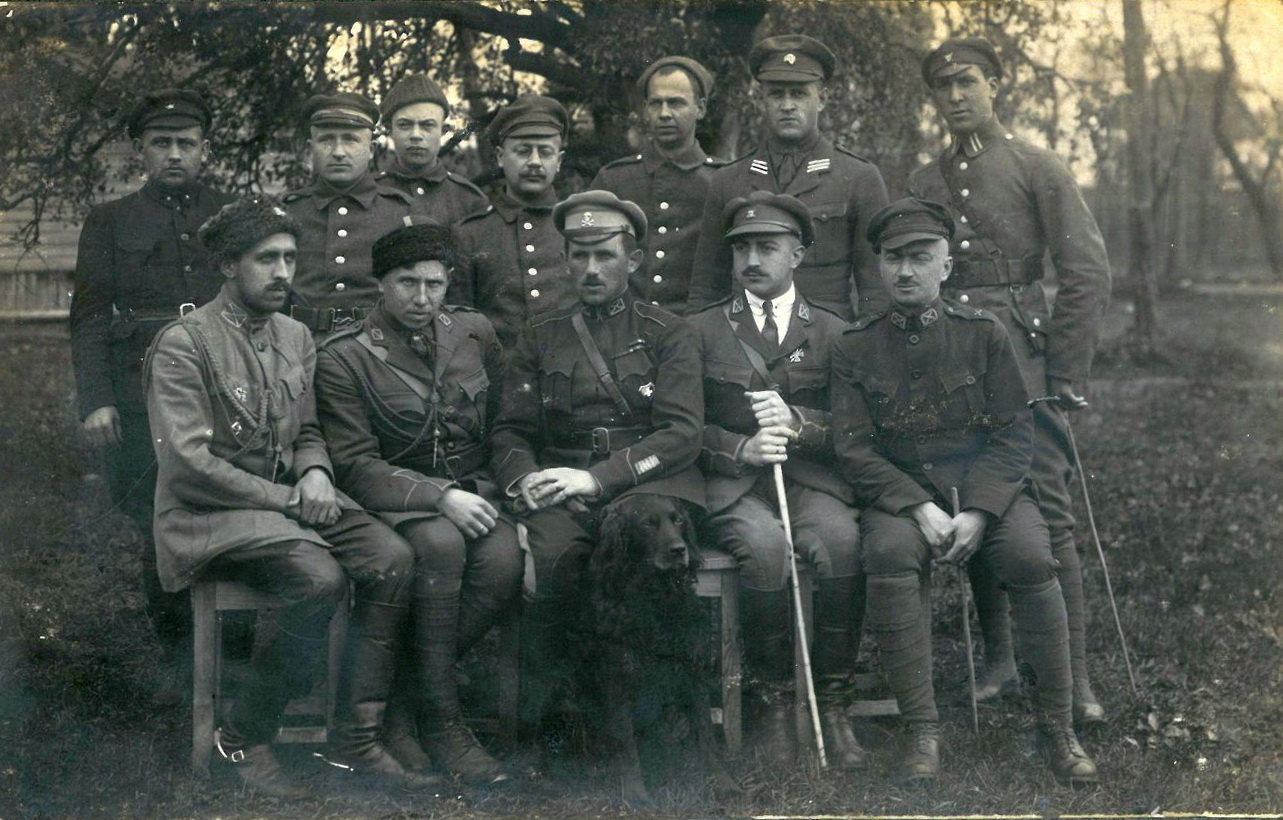
Gen. Stanisław Bułak-Bałachowicz z oficerami armii białoruskiej, 1920 rok

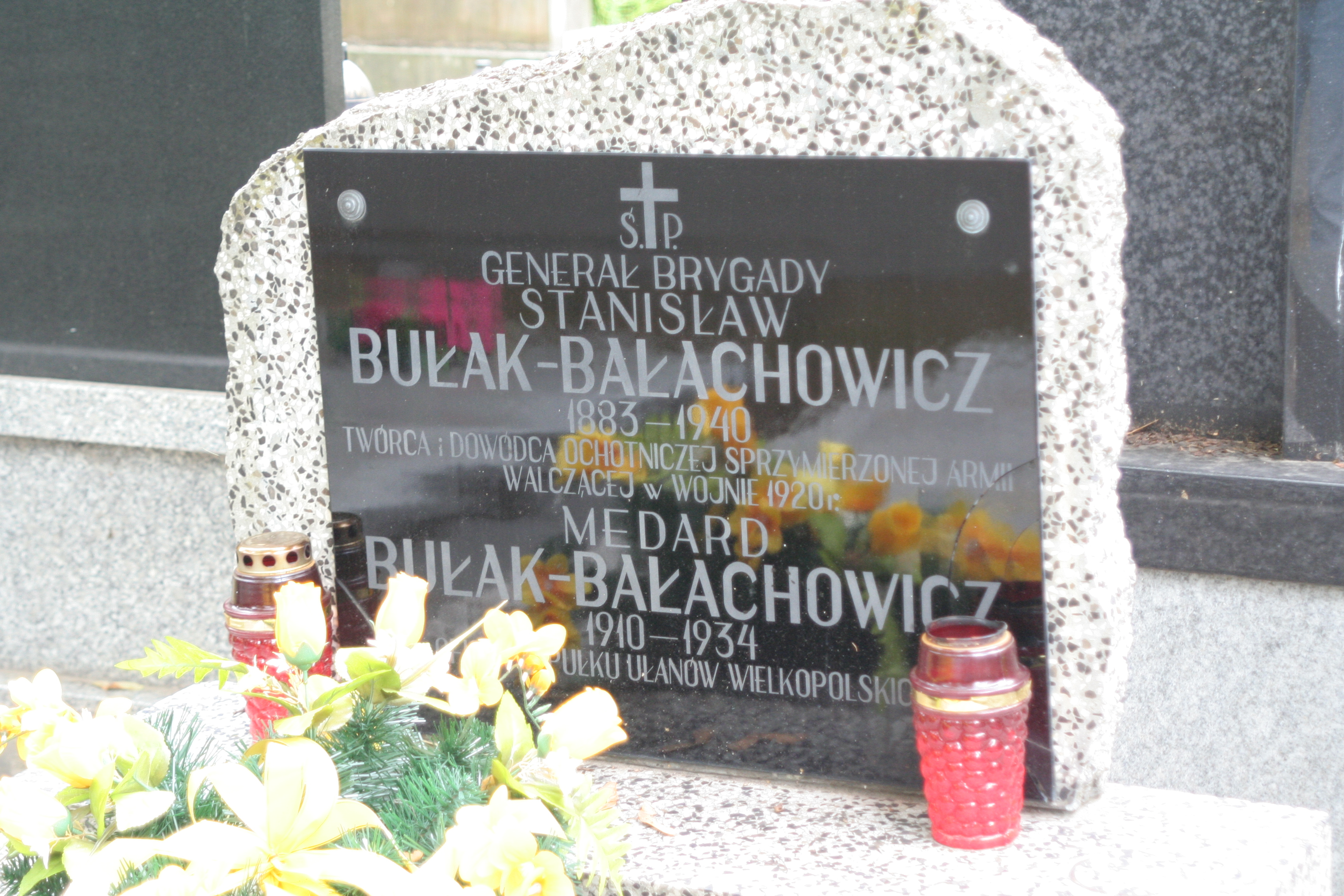
Grób gen. Stanisława Bułak-Bałachowicza na Cmentarzu Wojskowym na Powązkach w Warszawie

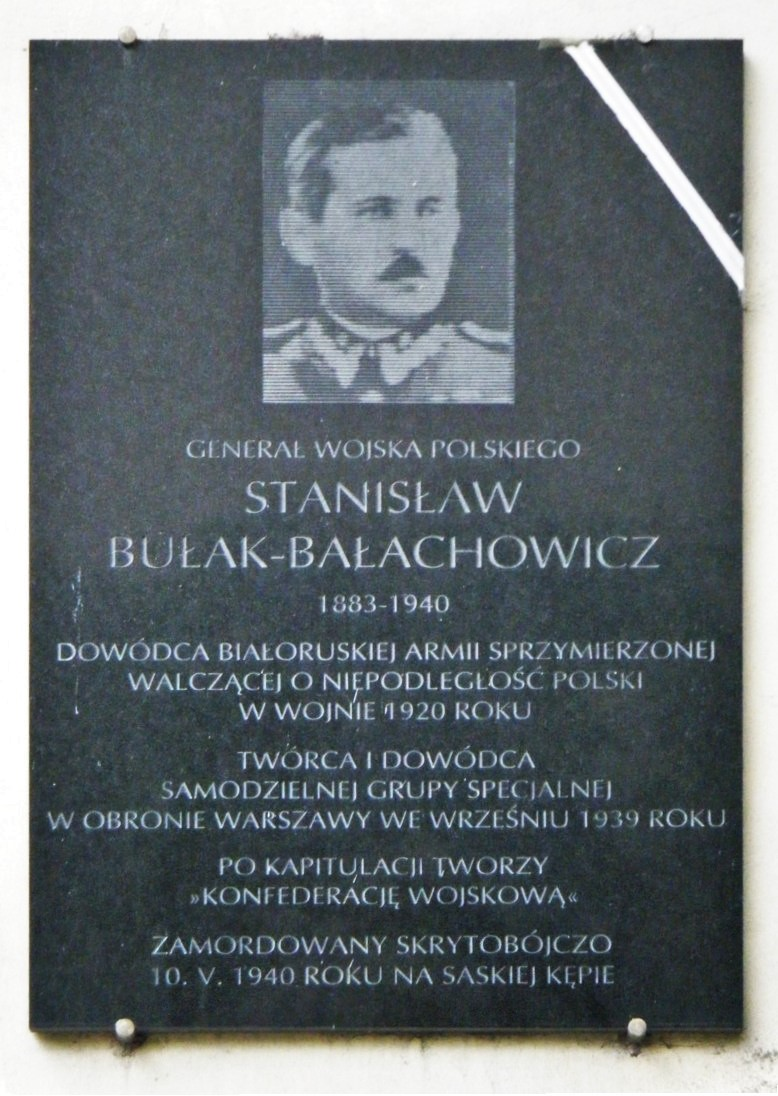
Tablica pamiątkowa na ścianie Prawosławnego Seminarium Duchownego w Warszawie (mylnie informująca o stopniu generalskim Wojska Polskiego)

Stanisław Bułak-Bałachowicz (biał. Станіслаў Булак-Балаховіч, Stanisłaŭ Bułak-Bałachovič, ros. Станислав Никодимович Булак-Балахович; ur. 10 lutego 1883 w Mejsztach, zm. 10 maja 1940 w Warszawie) – rosyjski, polski i białoruski wojskowy, oficer kawalerii Armii Imperium Rosyjskiego, generał major Białej Armii, dowódca ochotniczych oddziałów białoruskich walczących w składzie Wojska Polskiego II RP w 1920 i 1939 r. Brat Józefa Bułak-Bałachowicza.

## Działalność
Do wybuchu I wojny światowej pracował jako administrator w dobrach hr. Plater-Zyberka w pow. dziśnieńskim. W 1914 r. został zmobilizowany do armii rosyjskiej i wcielony do 2 Lejb-Ułańskiego Kurlandzkiego Pułku. Wkrótce odznaczył się w walkach koło Sochaczewa i Kowna. W 1915 r. został awansowany na stopień oficerski i trafił do oddziału podpułkownika Leonida Punina, gdzie został dowódcą szwadronu. Wojnę skończył jako rotmistrz sztabowy odznaczony trzema Krzyżami Św. Jerzego, orderami Św. Stanisława, Św. Anny, Św. Włodzimierza. Po rewolucji w Rosji przez krótki czas był w armii bolszewików, po czym wraz ze swoim 1 pułkiem łuskim przedarł się spod Pskowa do Estonii, gdzie walczył w różnych formacjach „białych” (wojna estońsko-bolszewicka), między innymi w armii gen. Judenicza. Szczególnie odznaczył się podczas nieudanej ofensywy białych na Piotrogród wiosną 1919 r., dowodząc korpusem, który zdobył na bolszewikach Gdow, a następnie razem z wojskami estońskimi gen. Laidonera Psków, za co w 1919 r. został awansowany na stopień generała majora.
Po zawarciu estońsko-sowieckiego traktatu pokojowego w marcu 1920 przeszedł z Estonii śmiałym rajdem przez pozycje bolszewików na stronę polską na czele oddziału ok. 800 ludzi (Rosjan, Białorusinów, Litwinów, Łotyszy, Estończyków i Polaków) pod Dyneburgiem. Po reorganizacji w Brześciu nad Bugiem w kwietniu 1920 r. jego grupa została podporządkowana dowódcy 3 Armii gen. Edwarda Śmigłego-Rydza. Oddział gen. Stanisława Bułak-Bałachowicza brał od czerwca 1920 r. udział w walkach na froncie polsko-bolszewickim na obszarze Polesia. W trakcie walk był zasilany wziętymi do niewoli czerwonoarmistami oraz dezerterami, dzięki czemu pomimo strat zwiększył swą liczebność do ok. 1800 żołnierzy piechoty i 800 kawalerzystów. Po odwrocie wojsk polskich, od 15 sierpnia 1920 r. „bałachowcy” wzięli udział w kontrofensywie znad Wieprza oraz w Bitwie Warszawskiej. Przemieszczając się w kierunku Włodawy, osiągnęli swój największy sukces militarny, zdobywając Pińsk 26 września, gdzie wzięli do niewoli 2400 bolszewickich jeńców, włączając w to sztab 4 armii.
Rozkazem Naczelnego Dowództwa Wojska Polskiego z 28 września 1920 wojska gen. Bułak-Bałachowicza zostały określone jako Ochotnicza Sprzymierzona Armia, uzyskując status odrębnej sojuszniczej armii. Generał nazwał ją Rosyjską Ludową Armią Ochotniczą (Russkaja Narodnaja Dobrowolczeskaja Armia, RNDA), która osiągnęła liczbę ok. 20 tys. żołnierzy. Mimo zawarcia rozejmu między Polską a stroną sowiecką w Rydze 12 października 1920 r., armia gen. Stanisława Bułak-Bałachowicza od 5 listopada 1920 r. podjęła samodzielne działania bojowe na obszarze Białorusi zajętym przez bolszewików, zdobywając 10 listopada Mozyrz. W Mozyrzu gen. Bułak-Bałachowicz ogłosił niepodległość Białorusi i powołał rząd Republiki Białoruskiej, lecz po kilku dniach i kontrofensywie oddziałów bolszewickich, jego armia została zmuszona do wycofania się do Polski. Gen. Stanisław Bułak-Bałachowicz przekroczył granicę Polski 28 listopada, w ślad za głównymi siłami swojej armii, która następnie została w Polsce internowana.
Armia ochotnicza dowodzona przez Stanisława Bułak-Bałachowicza, tzw. „bałachowcy”, była oskarżana o gwałty, bandytyzm i morderstwa na Żydach. W interpelacji poselskiej z 25 stycznia 1921 r. koło posłów żydowskich przytaczało przykłady osobistego mordowania Żydów przez generała i żądano postawienia go pod sądem. Podobną interpelację złożył 1 marca 1921 klub PPS.
Stanisław Bułak-Bałachowicz nie został przyjęty do Wojska Polskiego, wobec czego nie został zweryfikowany w stopniu generała brygady. Mimo tego przez całe dwudziestolecie międzywojenne występował w mundurze wyjściowym oficera Wojska Polskiego z oznakami stopnia generała brygady.
Po wojnie polsko-bolszewickiej gen. Bałachowicz osiadł w Warszawie, prowadząc działalność polityczną. Życie zawodowe związał z przemysłem drzewnym i firmą The Century European Timber Corporation. W latach trzydziestych XX wieku uczestniczył w hiszpańskiej wojnie domowej po stronie oddziałów gen. Francisco Franco. W czasie kampanii wrześniowej 1939 r. dowodził zorganizowanym przez siebie oddziałem ochotniczym. Jednostka ta walczyła w obronie Warszawy.
Stanisław Bułak-Bałachowicz zginął 10 maja 1940 r. podczas próby aresztowania przez Gestapo na ul. Paryskiej w Warszawie. Według relacji, do idącego ulicą Bałachowicza podjechało auto, z którego wysiadł gestapowiec, a po chwili został on zabity przez generała ostrzem ukrytym w lasce, drugi z gestapowców oddał wówczas śmiertelny strzał.
Pochowany na cmentarzu Powązki Wojskowe w Warszawie (kwatera A15-8-12).

## Życie prywatne
Był synem Nikodema Michała i Józefy z Szafranów oraz wnukiem Sylwestra Bałachowicza i Michaliny Jasińskiej. Miał trzech braci i sześć sióstr. W młodości pracował jako administrator w majątku Platerów. Jego pierwsza żona zmarła w 1915 r. Drugą żoną była Hertha von Gerhart.
Jedyni spadkobiercy nazwiska to żyjący obecnie Maciej Bułak-Bałachowicz, Rafał Bułak-Bałachowicz, Ernest Bułak-Bałachowicz, obecnie najmłodszy z Bałachowiczów.

## Pisma autorstwa gen. St. Bułak-Bałachowicza
- Wojna będzie, czy nie będzie?, Warszawa 1931 r.
- Precz z Hitlerem! czy Niech żyje Hitler!, Warszawa 1933 r.[6]

## Odznaczenia
- Krzyż Świętego Jerzego II, III i IV klasy
- Medal Świętego Jerzego
- Order Świętego Włodzimierza
- Order Świętej Anny (dwukrotnie)
- Order Świętego Stanisława (dwukrotnie)
- Krzyż Wojenny z brązową palmą (Francja)
- Krzyż Waleczności Armii gen. Bułak-Bałachowicza[7]